# Вулкана-де-Сус
Вулкана-де-Сус (рум. Vulcana de Sus) — село у повіті Димбовіца в Румунії. Входить до складу комуни Вулкана-Бей.
Село розташоване на відстані 94 км на північний захід від Бухареста, 21 км на північ від Тирговіште, 149 км на північний схід від Крайови, 64 км на південь від Брашова.

## Населення
За даними перепису населення 2002 року у селі проживали 1400 осіб, з них 1399 осіб (99,9%) румунів. Усі жителі села рідною мовою назвали румунську.